# Ice Cream Castle
Ice Cream Castle – album zespołu The Time, wydany w roku 1984. Podobnie jak poprzednie dwa albumy, Ice Cream Castle zawiera sześć utworów, które zaliczyć można do gatunku funk-pop. Ich producentem i twórcą był Prince. Wszystkie zostały przez niego napisane (podpisany Jamie Starr) z wyjątkiem „Ice Cream Castles”, napisany wspólnie z Morrisem Dayem oraz „Jungle Love” i „The Bird”, oba napisane wspólnie z Dayem i Jesse Johnsonem. Prince grał na wszystkich instrumentach i śpiewał drugi głos, Day był głównym wokalistą, a Johnson grał na gitarze, z wyjątkiem: „The Bird” to nagranie na żywo z koncertu na First Avenue; chórki na „Chili Sauce” i na „If The Kid Can't Make You Come" – Sharon Hughes; skrzypce na „Chili Sauce” - Novi Novog. 
Dwa największe hity z tego albumu to „Jungle Love" oraz "The Bird". Pojawiły się one w filmie pt. „Purple Rain", w którym wystąpił Day. Dzięki filmowi album poszybował w górę list przebojów. Niestety, zespół rozpadł się jeszcze zanim film pojawił się na dużym ekranie. 
Trzy single z Ice Cream Castle to "Ice Cream Castles", "Jungle Love", i "The Bird".
W roku 2001 zespół pojawił się w filmie Kevina Smitha “Jay i Cichy Bob kontratakują”; główni bohaterowie kilka razy rozmawiają o “The Time” (Jay określa go jako “The Motherfucking Time”, a na sam koniec zespół wykonuje na żywo utwór “Jungle Love”).

## Lista utworów
1. "Ice Cream Castles"  – 7:31
2. "My Drawers"  – 4:08
3. "Chili Sauce"  – 5:47
4. "Jungle Love"  – 5:33
5. "If The Kid Can't Make You Come"  – 7:33
6. "The Bird"  – 7:44